# Gozo Shioda
Gozo Shioda (塩田 剛三 (Shioda Gōzō?); Shinjuku, 9 settembre 1915 – 17 luglio 1994) è stato un artista marziale giapponese.
Fu un maestro di aikidō fondatore dello stile di aikido Yoshinkan.
Fu uno degli studenti più anziani del fondatore dell'Aikido Morihei Ueshiba. Shioda deteneva il grado di 10º dan in aikido.

## Gioventù
Shioda nacque il 9 settembre 1915, a Shinjuku, Tokyo. Suo padre era Seiichi Shioda, un medico che insegnava anche judo e kendō. Shioda fu un bambino gracile e si racconta che la sua sopravvivenza la si deve alle competenze pediatriche del padre. Ai tempi della scuola, Shioda si allenò nello judo, raggiungendo il grado di 3º dan ancor prima di completare la scuola secondaria. Durante la giovinezza si allenò anche nel kendo.

## Aikido
Shioda iniziò ad allenarsi sotto il fondatore dell'aikido, Morihei Ueshiba, nel 1932. Si allenò come un uchi-deshi (live-in student) sotto Ueshiba e continuò per otto anni. Shioda era un piccolo uomo, in piedi era alto circa 155-157 cm e pesava intorno ai Template:M46.
Shioda si laureò alla Takushoku University nel 1941, e fu inviato a ricoprire posizioni amministrative in Cina, Taiwan, e nel Borneo durante seconda guerra mondiale. In un incidente in Cina, mentre beveva in un bar con un commilitone a Shanghai, l'amico ebbe una discussione con un membro di una banda locale.
Tre dei membri della banda giunsero in aiuto. Shioda e il suo amico furono circondati. Nella lotta che ne seguì, Shioda ruppe una gamba ad un membro della gang, il braccio ad un altro e ne fermò un altro ancora colpendolo con dei pugni allo stomaco, il tutto utilizzando le sue abilità nell'aikido. Shioda, successivamente, descrisse questo incidente come 'l'illuminazione dell'aikido' e scrisse che si poteva veramente apprezzare come l'aikido per una volta lo aveva utilizzato in una situazione di vita o di morte.